# McFarland, Kansas
McFarland är en ort i Wabaunsee County i Kansas. Vid 2020 års folkräkning hade McFarland 272 invånare.